# Paphia vulcanicola
Paphia vulcanicola är en ljungväxtart som beskrevs av P.F.Stevens. Paphia vulcanicola ingår i släktet Paphia och familjen ljungväxter. Inga underarter finns listade i Catalogue of Life.